# Хаффман, Фелисити
Фели́сити Ке́ндалл Ха́ффман (англ. Felicity Kendall Huffman; род. 9 декабря 1962, Бедфорд, Нью-Йорк, США) — американская актриса. Обладательница премий «Эмми», «Золотой глобус» и Гильдии киноактёров США. Она известна на телевидении по своим ролям Линетт Скаво в телесериале «Отчаянные домохозяйки» (2004—2012) и Даны Уитакер в драмеди «Ночь спорта» (1998—2000).
В 2006 году Хаффман была номинирована на «Оскар» и выиграла «Золотой глобус» в категории «Лучшая женская роль в драме» за роль трансгендерной женщины в независимой драме «Трансамерика». Также она известна по ролям в фильмах «Магнолия», «Путь к войне», «Крутая Джорджия», «Фиби в Стране чудес», «Неуправляемый» и «Торт». В 2012 году она получила именную звезду на Голливудской «Аллее славы». С 2015 по 2017 год Хаффман снималась в сериале-антологии «Американское преступление», принёсшем ей номинации на премии «Эмми», «Золотой глобус» и Гильдии киноактёров США.

## Биография
Фелисити Кендалл Хаффман родилась 9 декабря 1962 года в городе Бедфорд, штат Нью-Йорк, США. Её мать, актриса Грэйс Валле, и отец, банкир Мур Петерс Хаффман, не считая Фелисити, имели ещё шестерых дочерей и одного сына. Когда Хаффман был всего год, они развелись. С тех пор будущая актриса росла с матерью.

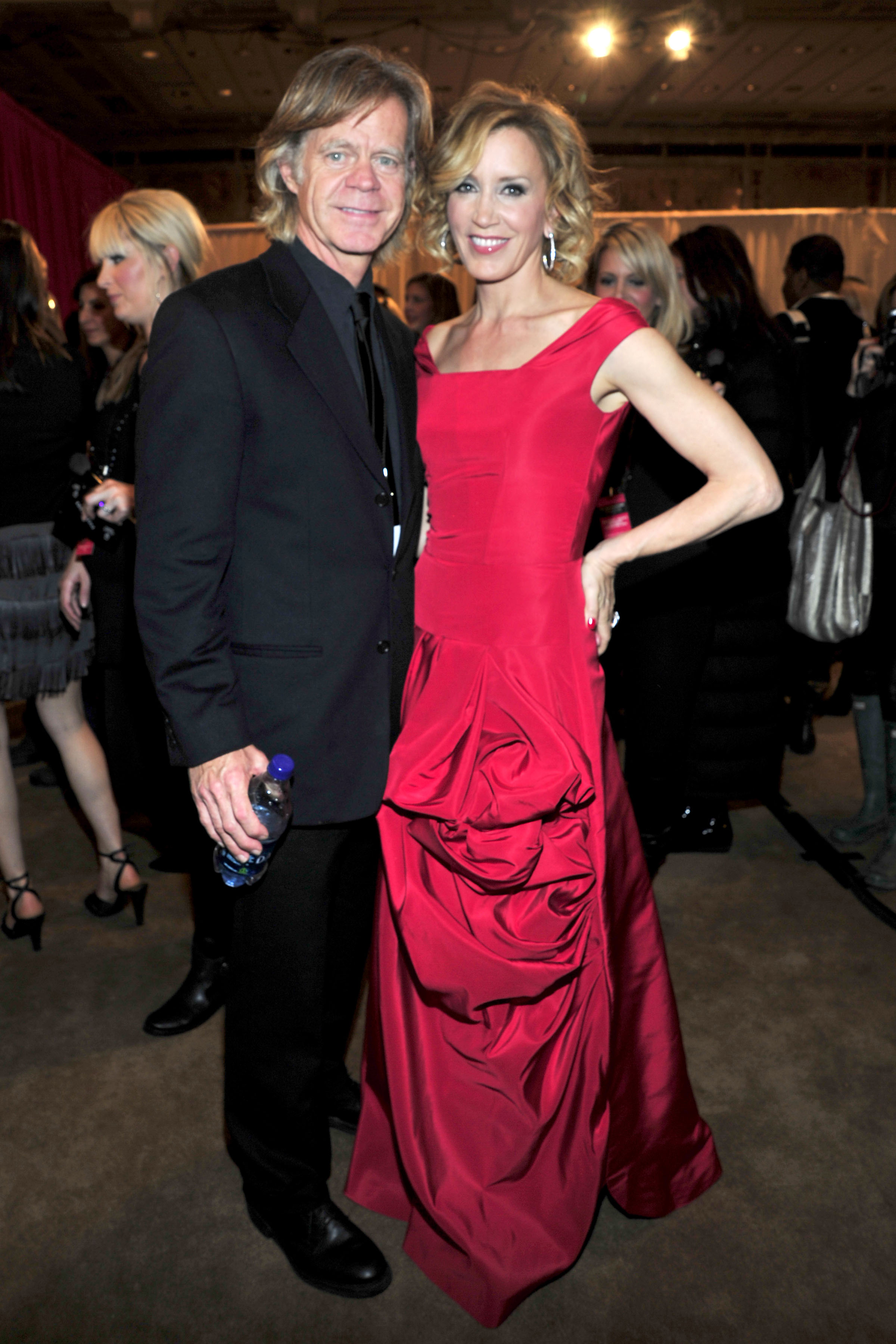
Хаффман и Мэйси на шоу The Heart Truth в 2010 году

Фелисити Хаффман начала свою карьеру в театре в начале восьмидесятых, она выступала во многих постановках. В 1988 году она дебютировала на Бродвее в главной роли в постановке «Speed the Plow», где заменила Мадонну. В том же году она начала карьеру в кино, она снялась в ролях второго плана в фильмах «Всё меняется» и «Сладкая фабрика». Она также не оставляла работу в театре. В 1990 году она снялась в фильме «Изнанка судьбы», она сыграла роль Мини, назойливой и пытающейся пойти до правды в расследовании дела об убийстве.
В 1991 году Хаффман сыграла свою первую главную роль на телевидении в мини-сериале по роману Стивена Кинга «Золотые годы». В следующем году она появилась в фильме «Зыбучие пески: Нет выхода», где её партнёром выступил Дональд Сазерленд, сериале «Ворон», телефильмах «Человеческий фактор», «Водяной мотор» и «Сердце справедливости». Она была гостем в сериале «Закон и порядок» в 1992 и 1997 годах, «Секретные материалы» в 1993, а также в «Завтра наступит сегодня», «Надежда Чикаго» и снялась в главной роли в мини-сериале 1996 года «Сказки на ночь». В 1994 и в 1995 годах она получила престижную театральную премию Obie за роль в пьесе «Криптограммы».
В период между 1995 и 1998 годами Хаффман появилась в фильмах «Хакеры», «Преступный мир» и «Испанский узник». С 1998 по 2000 год Хаффман играла одну из главных ролей в высоко оцененным критиками сериале «Ночь спорта», за который получила ряд премий и номинаций, в том числе и «Золотой глобус».
После завершения сериала Хаффман родила своего первого ребёнка и вернулась к работе. Она сыграла главную роль в неоднозначной постановке о близости женщин в XIX веке Boston Marriage и других театральных постановках. Она также с начала девяностых является преподавателем актёрского мастерства в собственной независимой академии. В 2001 году она сделала пилот сериала «Сердечный департамент» для канала CBS, но он решил ограничиться телефильмом. В тот же год она сыграла вместе с Мэр Уиннингэм в телефильме «Быстрое решение» и была приглашенной звездой в сериале Аарона Соркина «Западное крыло». В 2002 году она сыграла роль Леди Берд Джонсон в фильме HBO «Путь к войне», появилась с камео-ролью в фильме «Дверь в дверь».
В 2003 году Хаффман сыграла главную роль женщины-наркомана в мини-сериале Showtime «Развал» и снималась в десятом и одиннадцатом сезонах ситкома «Фрейзер». В начале 2004 года она появилась в фильмах «Модная мамочка», «Обратимые ошибки», Рождество с неудачниками" и в недолго просуществовавшем сериале «Окружной прокурор».

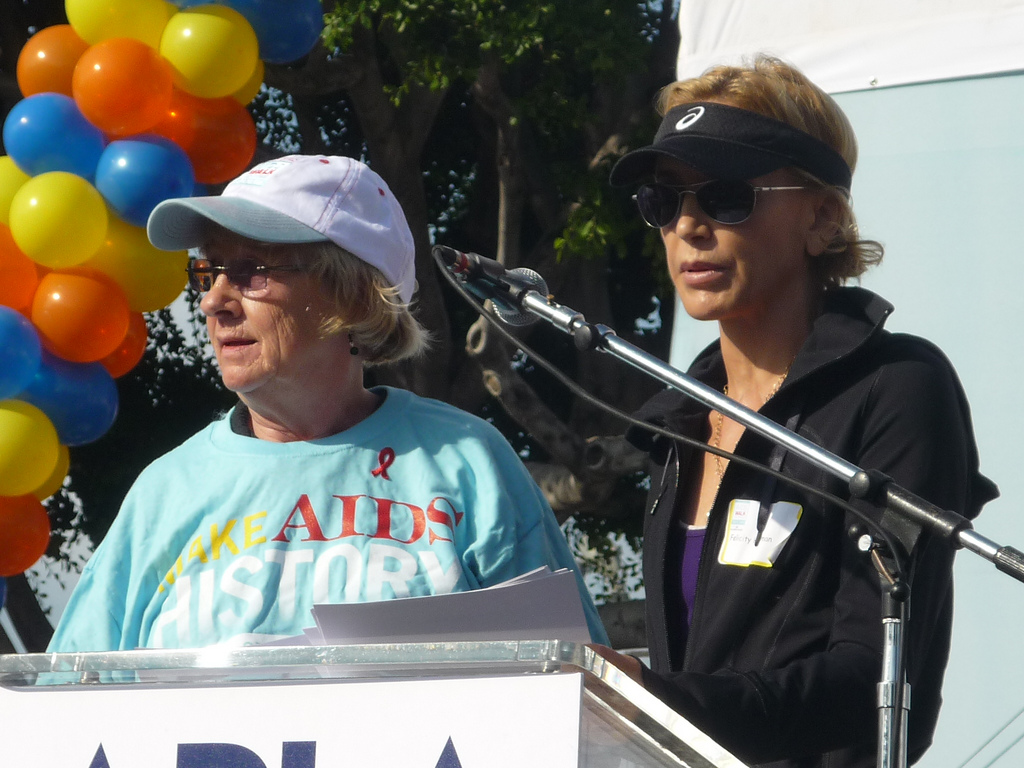
Хаффман с Кэтрин Джустен в 2009 году

С 2004 по 2012 год Хаффман играла роль Линетт Скаво в телесериале «Отчаянные домохозяйки». За выступление в шоу она получила множество наград и номинаций, включая «Эмми» за лучшую женскую роль в комедийном телесериале в 2005 году и три награды Гильдии киноактёров США". Примечательно, что Хаффман является единственной из четырёх ведущих актрис сериала, кто выиграл «Эмми» и после повторно номинировался на премию.
В 2005 году выходит независимый фильм «Трансамерика», после которого Хаффман была признана одной из лучших актрис года и получила похвалу от критиков. Она получила множество наград и номинаций за роль трансгендерной женщины. В 2006 году она выиграла «Золотой глобус» в категории «Лучшая женская роль в драме» и была номинирована на «Оскар». Она также получила престижную премию «Независимый дух».
После успеха фильма «Трансамерика» актрису стали приглашать на главные роли в кино, она сыграла в драмеди «Крутая Джорджия» в 2007 году и оцененной критиками независимой драме «Фиби в стране чудес» 2008 года. Хаффман осенью 2010 года представила публике свой фильм «Лестер», который стал её дебютом в качестве режиссёра и автора.
7 марта 2012 года Хаффман, а также её муж Уильям Мейси, стали обладателями двойной звезды на Голливудской «Аллее славы».
В феврале 2013 года было объявлено, что Хаффман будет играть главную роль в пилоте Fox «Бумеранг». В центре сюжета находится Марджи Гамильтон (Хаффман), являющаяся профессиональной убийцей, шпионом и мастером маскировок, которая без труда выполняет свою работу и одновременно занимается воспитанием детей, ведя двойную жизнь.
В 2014 году, Хаффман была приглашена на главную роль в сериал-антологию «Американское преступление», который выйдет на ABC в сезоне 2014—2015 годов. Позже было объявлено, что Хаффман разрабатывает собственный проект для ABC, совместно с Кэрол Мендельсон, где также сыграет главную роль специального агента по борьбе с терроризмом в Нью-Йорке.

## Личная жизнь
6 сентября 1997 года Хаффман вышла замуж за актёра Уильяма Х. Мэйси после 15 лет отношений. У них есть две дочери — София Грейс (род. 1 декабря 2000) и Джорджия Грейс (род. 14 марта 2002).

## Обвинения в мошенничестве
12 марта 2019 года Хаффман стала одной из десятков обвинённых ФБР и прокуратурой США в скандале, связанном со вступительным экзаменом в колледж. Прокуроры утверждали, что пожертвование Хаффман в размере 15 000 долларов США в фонд Key Worldwide Foundation, якобы благотворительное, фактически было платой человеку, который притворился дочерью Хаффман, сдал за неё SAT и получил оценку, значительно выше по сравнению с оценкой дочери на предварительном уровне. Хаффман была арестована 12 марта по обвинению в заговоре с целью совершения мошенничества с использованием почты и мошенничестве с частными услугами, но была освобождена под залог в размере 250 000 долларов США. Во время своего выступления в суде в Бостоне 3 апреля она признала обвинения, отказалась от предварительного слушания, подписала условия освобождения, и ей разрешили уйти. 8 апреля она признала себя виновной в одном заговоре с целью совершения мошенничества с использованием почты и мошенничества с использованием частных услуг.
13 мая 2019 года Хаффман признала себя виновной в мошенничестве с частными услугами. 13 сентября Хаффман была приговорена к 14 дням тюремного заключения. Она также была оштрафована на 30000 долларов и получила 250 часов общественных работ. 15 октября 2019 года Хаффман начала отбывать 14-дневное наказание в Федеральном исправительном учреждении в Дублине, Калифорния. Она должна была быть освобождена из тюрьмы 27 октября 2019 года, но была освобождена на 2 дня раньше, потому что 27 октября выпало на выходной день. После освобождения она также получила один год условного наказания.

## Избранная фильмография

### Кино
| Год  | Название на русском        | Название на английском                            | Роль                    | Примечания             |
| ---- | -------------------------- | ------------------------------------------------- | ----------------------- | ---------------------- |
| 1988 | Сладкая фабрика            | Lip Service                                       | Продавщица              |                        |
| 1988 | Всё меняется               | Things Change                                     | Кассир                  |                        |
| 1990 | Изнанка судьбы             | Reversal of Fortune                               | Минни                   |                        |
| 1992 | Зыбучие пески: Нет выхода  | Quicksand: No Escape                              | Джулианна Рейнхард      |                        |
| 1992 | Водяной мотор              | The Water Engine                                  | Танцовщица              |                        |
| 1992 | Сердце справедливости      | The Heart of Justice                              | Энн                     |                        |
| 1995 | Хакеры                     | Hackers                                           | Представитель обвинения |                        |
| 1996 | Плач большого города       | Harrison: Cry of the City                         | Пегги Маклин            |                        |
| 1997 | Испанский узник            | The Spanish Prisoner                              | Пэт Маккан              |                        |
| 1999 | Небольшое дело об убийстве | A Slight Case of Murder                           | Кит Ваннамакер          |                        |
| 1999 | Магнолия                   | Magnolia                                          | Синтия                  |                        |
| 2001 | Быстрое решение            | Snap Decision                                     | Керри Диксон            |                        |
| 2002 | Путь к войне               | Path to War                                       | Леди Берд Джонсон       |                        |
| 2002 | Дверь в дверь              | Door to Door                                      | Мать Джо                | камео                  |
| 2003 | Поиски дома                | House Hunting                                     | Шейла                   | Короткометражный фильм |
| 2004 | Модная мамочка             | Raising Helen                                     | Линдсей Дэвис           |                        |
| 2004 | Обратимые ошибки           | Reversible Errors                                 | Джиллиан Салливан       |                        |
| 2004 | Рождество с неудачниками   | Christmas with the Kranks                         | Мерри                   |                        |
| 2005 | Трансамерика               | Transamerica                                      | Бри «Сабрина» Осборн    |                        |
| 2006 | Приключения снеговика      | Choose Your Own Adventure: The Abominable Snowman | Нина                    | Озвучивание            |
| 2007 | Крутая Джорджия            | Georgia Rule                                      | Лилли Уилкокс           |                        |
| 2008 | Фиби в Стране чудес        | Phoebe in Wonderland                              | Хиллари Лихштейн        |                        |
| 2010 | Лестер                     | Lesster                                           | Миссис Гири             | В качестве режиссёра   |
| 2013 | Доверься мне               | Trust Me                                          | Агнес                   |                        |
| 2014 | Неуправляемый              | Rudderless                                        | Эмили                   |                        |
| 2014 | Торт                       | Cake                                              | Аннетт                  |                        |
| 2014 | Большая игра               | Big Game                                          | Директор ЦРУ            |                        |
| 2015 | Кража автомобилей          | Stealing Cars                                     | Кимберли Уайетт         |                        |
| 2015 |                            | Zendog                                            | Николь                  |                        |
| 2017 | Кристал                    | Crystal                                           | Поппи                   |                        |
| 2019 | Родство                    | Otherhood                                         | Хелен Хелстон           |                        |
| 2019 | Тэмми всегда умирает       | Tammy’s Always Dying                              | Тэмми Макдональд        |                        |

### Телевидение
| Год         | Название на русском        | Название на английском                 | Роль                                 | Примечания                                                       |
| ----------- | -------------------------- | -------------------------------------- | ------------------------------------ | ---------------------------------------------------------------- |
| 1978        | ABC Специально после школы | ABC Afterschool Specials               | Сара Грин                            | 1 эпизод                                                         |
| 1991        | Золотые годы               | Golden Years                           | Терри Спанн                          | Мини-сериал                                                      |
| 1992        | Человеческий фактор        | The Human Factor                       |                                      | 1 эпизод                                                         |
| 1992        | Ворон                      | Raven                                  | Шэрон Приор                          | 1 эпизод                                                         |
| 1993        | Секретные материалы        | The X Files                            | доктор Ненси да Сильва               | 1 эпизод                                                         |
| 1996        | Сказки на ночь             | Bedtime                                | Донна                                | Мини-сериал                                                      |
| 1996        | Завтра наступит сегодня    | Early Edition                          | Детектив Тэглиатти                   | 1 эпизод                                                         |
| 1997        | Преступный мир             | The Underworld                         |                                      | Телевизионный пилот                                              |
| 1997        | Надежда Чикаго             | Chicago Hope                           | Элли Стоктон                         | 1 эпизод                                                         |
| 1992, 1997  | Закон и порядок            | Law & Order                            | Диана Перкинс                        | 2 эпизода                                                        |
| 1998-2000   | Ночь спорта                | Sports Night                           | Дана Уитакер                         | 45 эпизодов                                                      |
| 2001        | Сердечный департамент      | The Heart Department                   | Доктор Лиза Пек                      | Телевизионный пилот                                              |
| 2002        | Западное крыло             | The West Wing                          | Начальник штаба сената Энн Старк     | 1 эпизод                                                         |
| 2002        | Женский клуб               | Girls Club                             | Марша Холден                         | 1 эпизод                                                         |
| 2003        | Развал                     | Out of Order                           | Лора Холм                            | Мини-сериал                                                      |
| 2003        | Фрейзер                    | Frasier                                | Джулия Уилкокс                       | 8 эпизодов                                                       |
| 2004        | Окружной прокурор          | The D.A.                               | Окружной прокурор Шарлотта Эллис     | 3 эпизода                                                        |
| 2004—2012   | Отчаянные домохозяйки      | Desperate Housewives                   | Линетт Скаво                         | 180 эпизодов                                                     |
| 2006        | Студия 60 на Сансет-Стрип  | Studio 60 on the Sunset Strip          | камео                                | 1 эпизод                                                         |
| 2013        | Бумеранг                   | Boomerang                              | Марджи Гамильтон                     | Телевизионный пилот                                              |
| 2015-2017   | Американское преступление  | American Crime                         | Барб Хэнлон Лесли Грэм Джинетт Хесби | 1 сезон (11 эпизодов) 2 сезон (10 эпизодов) 3 сезон (8 эпизодов) |
| 2017        | Конь БоДжек                | BoJack Horseman                        | камео (озвучка)                      | 2 эпизода                                                        |
| 2017 — 2019 | Достать коротышку          | Get Shorty                             | спецагент ФБР Клара Диллард          | с конца первого сезона                                           |
| 2019        | Когда они нас увидят       | When They See Us                       | Линда Фэйрстайн                      | 3 эпизода                                                        |
| 2023 -      | Хороший доктор             | The Good Doctor                        | Джанет Стюарт                        | 6 сезон 16 серия «Хороший адвокат»                               |
| 2025 -      | Тринадцатая жена           | The Thirteenth Wife: Escaping Polygamy | Рина                                 | 1-2 сезон                                                        |

### Театр
| Год       | Название                            | Примечание                                                                   |
| --------- | ----------------------------------- | ---------------------------------------------------------------------------- |
| 1982      | A Taste of Honey                    | Stage Theatre, New York City                                                 |
| 1986      | Been Taken                          | 18th Street Playhouse, New York City                                         |
| 1988      | Пошевеливайся                       | Royale Theatre                                                               |
| 1988      | Boys' Life                          | Mitzi E. Newhouse Theatre, New York City                                     |
| 1989      | Bobby Gould in Hell                 | Lincoln Center Theater                                                       |
| 1990      | Grotesque Love Songs                | New York City                                                                |
| 1994      | Shaker Heights                      | New York City                                                                |
| 1995      | Dangerous Corner                    | off-Broadway production                                                      |
| 1995-1996 | The Cryptogram                      | American Repertory Theatre, Cambridge, Massachusetts off-Broadway production |
| 1997      | The Joy of Going Somewhere Definite | Atlantic Theater Company, New York City                                      |
| 1999      | Boston Marriage                     | American Repertory Theatre, Hasty Pudding Theatre, Cambridge, Massachusetts  |
| 1999      | Oh, Hell!                           | Lincoln Center, New York City                                                |
| 2000      | The Loop                            | New York City                                                                |
| 2000      | Jake’s Women                        | Old Globe Theatre                                                            |
| 2000      | Три сестры                          | Philadelphia Festival Theatre                                                |
| 2012      | November                            | Mark Taper Forum                                                             |

## Награды и номинации
| Год  | Награда                                           | Категория                                                        | Работа                      | Результат |
| ---- | ------------------------------------------------- | ---------------------------------------------------------------- | --------------------------- | --------- |
| 1994 | Obie                                              | Лучшая женская роль                                              | Cryptogram                  | Победа    |
| 1999 | Национальный совет кинокритиков США               | Лучший актёрский ансамбль                                        | «Магнолия»                  | Победа    |
| 1999 | Премия Гильдии киноактёров США                    | Лучший актёрский ансамбль                                        | «Магнолия»                  | Номинация |
| 1999 | Florida Film Critics Circle Award                 | Лучший актёрский ансамбль                                        | «Магнолия»                  | Победа    |
| 1999 | Online Film Critics Society                       | Лучший актёрский ансамбль                                        | «Магнолия»                  | Победа    |
| 2000 | Золотой глобус                                    | Лучшая женская роль в телевизионном сериале — комедия или мюзикл | «Ночь спорта»               | Номинация |
| 2000 | Премия Гильдии киноактёров США                    | Лучший актёрский состав в комедийном сериале                     | «Ночь спорта»               | Номинация |
| 2000 | Viewers for Quality Television Awards             | Лучшая женская роль в комедийном сериале                         | «Ночь спорта»               | Номинация |
| 2004 | Спутник                                           | Лучшая женская роль в мини-сериале или телефильме                | «Развал»                    | Номинация |
| 2005 | Prism Awards                                      | Лучшая женская роль в мини-сериале или телефильме                | «Обратимые ошибки»          | Номинация |
| 2005 | Эмми                                              | Лучшая женская роль в комедийном телесериале                     | «Отчаянные домохозяйки»     | Победа    |
| 2005 | Золотой глобус                                    | Лучшая женская роль в телевизионном сериале — комедия или мюзикл | «Отчаянные домохозяйки»     | Номинация |
| 2005 | Премия Гильдии киноактёров США                    | Лучший актёрский состав в комедийном сериале                     | «Отчаянные домохозяйки»     | Победа    |
| 2005 | Ft. Lauderdale International Film Festival        | Лучшая женская роль                                              | «Трансамерика»              | Победа    |
| 2005 | Dallas-Fort Worth Film Critics Association Awards | Лучшая женская роль                                              | «Трансамерика»              | Победа    |
| 2005 | National Board of Review                          | Лучшая женская роль                                              | «Трансамерика»              | Победа    |
| 2005 | Prism Awards                                      | Лучшая комедийная актриса                                        | «Отчаянные домохозяйки»     | Победа    |
| 2005 | San Diego Film Festival                           | Лучшая женская роль                                              | «Трансамерика»              | Победа    |
| 2005 | Спутник                                           | Лучшая женская роль в телевизионном сериале — комедия или мюзикл | «Отчаянные домохозяйки»     | Победа    |
| 2005 | Спутник                                           | Лучшая женская роль в кинофильме — драма                         | «Трансамерика»              | Победа    |
| 2005 | Southeastern Film Critics Association Awards      | Лучшая женская роль                                              | «Трансамерика»              | Победа    |
| 2006 | Золотой глобус                                    | Лучшая женская роль — драма                                      | «Трансамерика»              | Победа    |
| 2006 | Золотой глобус                                    | Лучшая женская роль в телевизионном сериале — комедия или мюзикл | «Отчаянные домохозяйки»     | Номинация |
| 2006 | Премия Гильдии киноактёров США                    | Лучшая женская роль                                              | «Трансамерика»              | Номинация |
| 2006 | Оскар                                             | Лучшая женская роль                                              | «Трансамерика»              | Номинация |
| 2006 | Премия Гильдии киноактёров США                    | Лучшая женская роль в комедийном сериале                         | «Отчаянные домохозяйки»     | Победа    |
| 2006 | Премия Гильдии киноактёров США                    | Лучший актёрский состав в комедийном сериале                     | «Отчаянные домохозяйки»     | Победа    |
| 2006 | Премия Гильдии киноактёров США                    | Лучшая женская роль                                              | «Трансамерика»              | Номинация |
| 2006 | Bangkok International Film Festival               | Лучшая женская роль                                              | «Трансамерика»              | Победа    |
| 2006 | Broadcast Film Critics Association Awards         | Лучшая женская роль                                              | «Трансамерика»              | Номинация |
| 2006 | Chicago Film Critics Association Awards           | Лучшая женская роль                                              | «Трансамерика»              | Номинация |
| 2006 | Независимый дух                                   | Лучшая женская роль                                              | «Трансамерика»              | Победа    |
| 2006 | Online Film Critics Society Awards                | Лучшая женская роль                                              | «Трансамерика»              | Победа    |
| 2006 | Palm Springs International Film Festival          | Лучшая женская роль                                              | «Трансамерика»              | Победа    |
| 2006 | Vancouver Film Critics Circle                     | Лучшая женская роль                                              | «Трансамерика»              | Победа    |
| 2006 | Спутник                                           | Лучшая женская роль в телевизионном сериале — комедия или мюзикл | «Отчаянные домохозяйки»     | Номинация |
| 2007 | Эмми                                              | Лучшая женская роль в комедийном телесериале                     | «Отчаянные домохозяйки»     | Номинация |
| 2007 | Золотой глобус                                    | Лучшая женская роль в телевизионном сериале — комедия или мюзикл | «Отчаянные домохозяйки»     | Номинация |
| 2007 | Спутник                                           | Лучшая женская роль в телевизионном сериале — комедия или мюзикл | «Отчаянные домохозяйки»     | Номинация |
| 2007 | Премия Гильдии киноактёров США                    | Лучший актёрский состав в комедийном сериале                     | «Отчаянные домохозяйки»     | Номинация |
| 2007 | Премия Гильдии киноактёров США                    | Лучшая женская роль в комедийном сериале                         | «Отчаянные домохозяйки»     | Номинация |
| 2008 | Prism Awards                                      | Лучшая женская роль в фильме                                     | «Крутая Джорджия»           | Номинация |
| 2008 | Премия Гильдии киноактёров США                    | Лучший актёрский состав в комедийном сериале                     | «Отчаянные домохозяйки»     | Номинация |
| 2009 | Премия Гильдии киноактёров США                    | Лучший актёрский состав в комедийном сериале                     | «Отчаянные домохозяйки»     | Номинация |
| 2011 | Спутник                                           | Лучшая женская роль в телевизионном сериале — комедия или мюзикл | «Отчаянные домохозяйки»     | Номинация |
| 2012 | Голливудская «Аллея славы»                        | Звезда на аллее славы                                            |                             | Победа    |
| 2015 | Выбор телевизионных критиков                      | Лучшая женская роль в мини-сериале или фильме                    | «Американское преступление» | Номинация |
| 2015 | Эмми                                              | Лучшая женская роль в мини-сериале или фильме                    | «Американское преступление» | Номинация |
| 2016 | Золотой глобус                                    | Лучшая женская роль в мини-сериале или телефильме                | «Американское преступление» | Номинация |
| 2017 | Золотой глобус                                    | Лучшая актриса мини-сериала или фильма на ТВ                     | «Американское преступление» | Номинация |
| 2017 | Эмми                                              | Лучшая женская роль в мини-сериале или телефильме                | «Американское преступление» | Номинация |
| 2017 | Премия Гильдии актёров                            | Лучшая женская роль в телефильме или минисериале                 | «Американское преступление» | Номинация |

Источник: